# Metodo Montessori

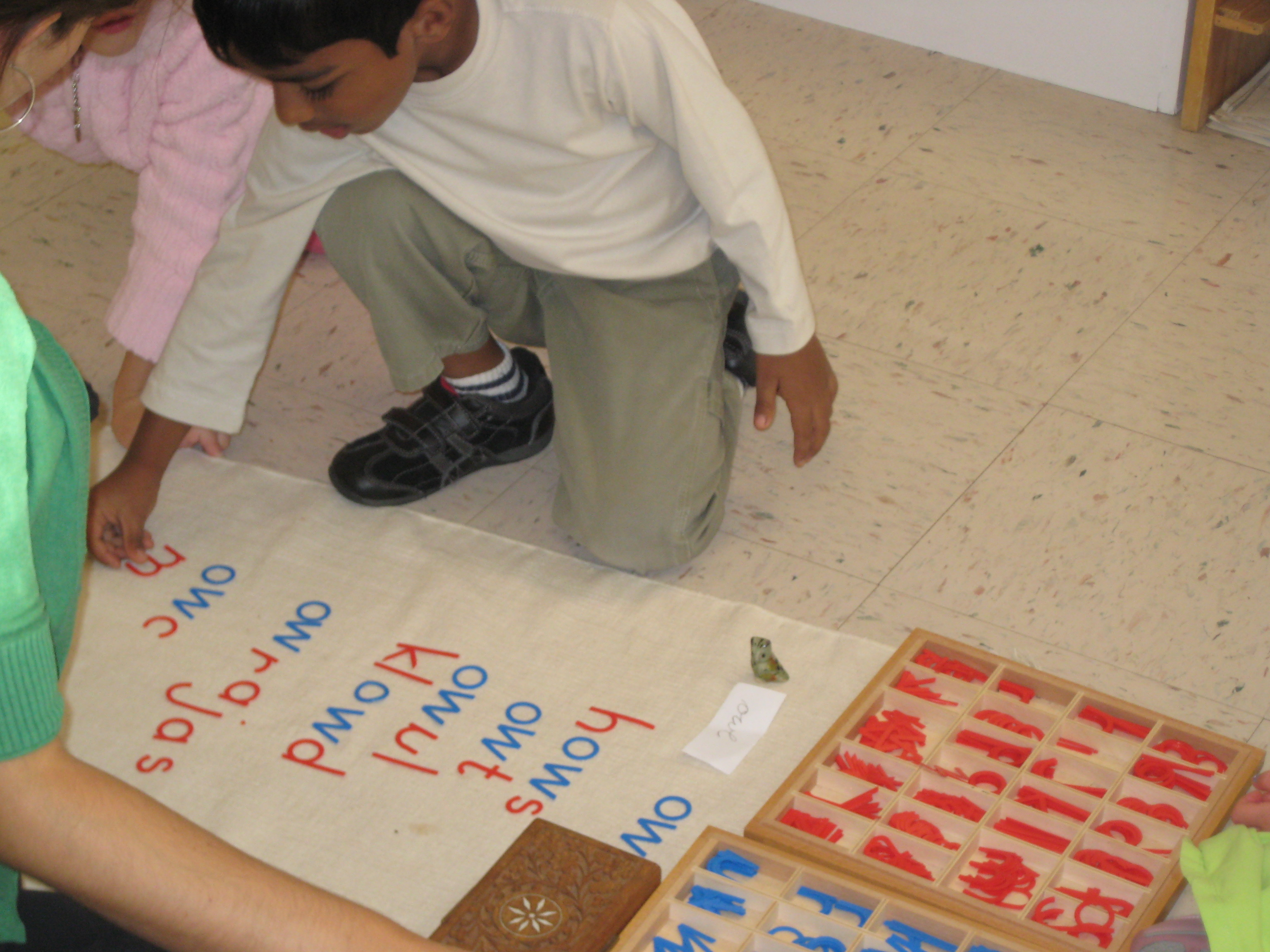
Bambini che lavorano su un fonogramma alfabetico mobile.

Il metodo Montessori è un sistema educativo sviluppato dalla pedagogista Maria Montessori, praticato in circa 60 000 scuole in tutto il mondo (con maggiore concentrazione in Irlanda, Svezia, Stati Uniti, Germania, Paesi Bassi, Regno Unito, Australia e Nuova Zelanda), al servizio dei bambini e ragazzi compresi nella fascia di età dalla nascita fino a diciotto anni.
La pedagogia montessoriana si basa sull'indipendenza, sulla libertà di scelta del proprio percorso educativo (entro limiti codificati) e sul rispetto per il naturale sviluppo fisico, psicologico e sociale del bambino, mirando a sviluppare una sorta di «educazione cosmica», cioè un senso di responsabilità e di consapevolezza verso la rete di relazioni che collega ogni entità microcosmica al contesto generale macrocosmico.

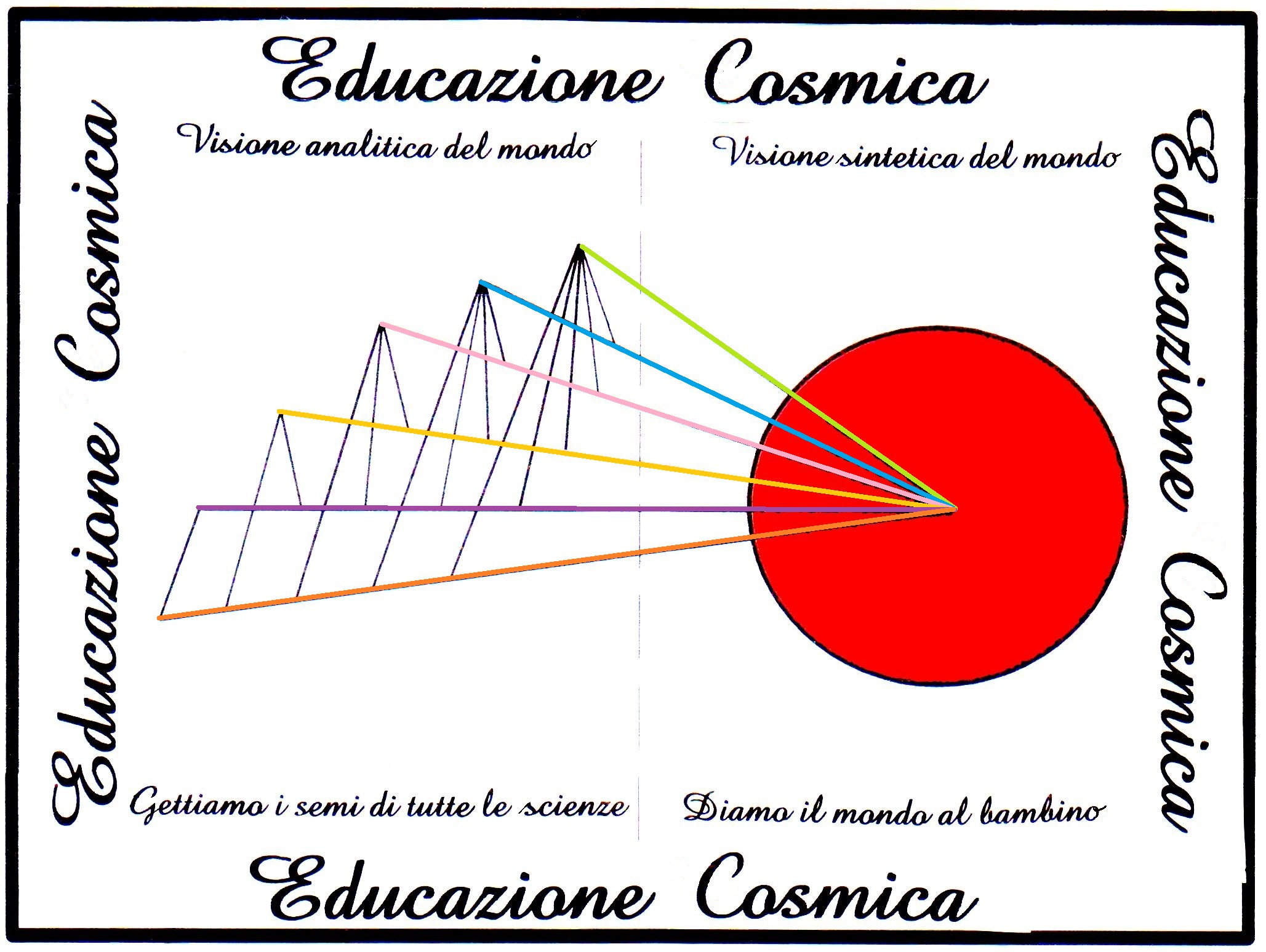
Immagine simbolica dell'Educazione Cosmica

## Storia

Maria Montessori

Quando Montessori ideò il metodo, l'educazione infantile era molto rigida e diversa da quella odierna. Come scrisse nel libro La scoperta del bambino, i bambini erano costretti in banchi dai quali non potevano muoversi e l'insegnamento era impartito in modo forzatamente nozionistico. Molte idee del metodo Montessori, quali ad esempio l'uso di arredamento di dimensioni adeguate (tutto "a misura di bambino"), oggi risultano entrate nell'educazione di tutte le scuole dell'infanzia, e per questo appaiono oggi banali e non rivoluzionarie come all'epoca. Certi altri stili e metodi educativi, invece, risultano ancora oggi tipici esclusivamente del metodo Montessori;  ne è un esempio il divieto di dare voti al bambino o giudicarlo in alcun modo.
Maria Montessori cominciò a sviluppare la sua filosofia ed il suo metodo nel 1897, frequentando i corsi di pedagogia presso l'Università di Roma, informandosi così della teoria educativa dei precedenti 200 anni. Nel 1907, aprì la sua prima classe, chiamata "La casa dei bambini", in un edificio popolare di Roma. Fin dall'inizio, Montessori basò il suo lavoro sulle sue osservazioni dei bambini e sulla sperimentazione con l'ambiente, con i materiali e con le lezioni a loro disposizione. Montessori ha spesso indicato il suo lavoro come "pedagogia scientifica". 
I baroni Franchetti contribuirono all'apertura di questa prima Casa dei bimbi a Roma e, dopo aver conosciuto personalmente la pedagogista marchigiana in casa della scrittrice Sibilla Aleramo, decisero di sostenerla concretamente invitandola a soggiornare presso villa Montesca nell'estate del 1909. Sollecitata dai Franchetti, Maria Montessori mise per iscritto quella che poi sarebbe divenuta la prima edizione del suo celebre Metodo, dedicando l'opera ai due coniugi. Nello stesso periodo tenne anche il primo corso di formazione per maestre sul metodo Montessori presso Palazzo Alberti-Tomassini, sede del laboratorio della Tela Umbra a Città di Castello. In seguito a questo corso, la baronessa Franchetti inaugurò una "Casa dei Bambini" presso villa Montesca.
Grazie all'intermediazione di Alice Hallgarten Franchetti, Romeyne Ranieri di Sorbello ebbe modo di incontrare sia Montessori che l’istitutrice Felicitas Buchner presso Villa Wolkonsky a Roma nel 1909. Il metodo montessoriano fu adottato inizialmente per volontà della marchesa Romeyne direttamente sui suoi tre figli Gian Antonio, Uguccione e Lodovico Ranieri di Sorbello e in particolar modo i primi due funsero letteralmente da cavie per testare i materiali montessoriani in sperimentazione alla Villa Montesca nell'estate del 1909. Il Metodo fu poi applicato tra l'estate e l'autunno del 1909 alla didattica della scuola elementare rurale del Pischiello in Umbria, fondata dalla stessa marchesa Ranieri di Sorbello. Nel dicembre dello stesso anno arrivò la richiesta ufficiale di oggetti e documentazione fotografica per l’Esposizione Universale di Bruxelles del 1910 da parte del comune di Passignano: a causa del poco tempo a disposizione per la consegna dei materiali richiesti, il Ministero della Pubblica Istruzione decise di non parteciparvi più, con il proposito di riutilizzare la documentazione didattica in una mostra nazionale per i festeggiamenti del cinquantesimo anno dall'Unità d’Italia nel 1911. Lo stretto rapporto collaborativo qui evidenziato tra Romeyne Robert, Alice Franchetti e Maria Montessori per la nascita delle prime scuole elementari con classi montessoriane in Umbria erano aspetti finora poco noti.
Il metodo Montessori si diffuse negli Stati Uniti d'America nel 1911 e diventò noto nel campo dell'istruzione e delle pubblicazioni divulgative. Tuttavia, il conflitto tra Montessori e il metodo educativo americano e soprattutto la pubblicazione nel 1914 di un opuscolo critico, The Montessori System Examined ("Il sistema Montessori esaminato"), scritto dal pedagogista statunitense William Heard Kilpatrick, limitò la diffusione delle sue idee. Le idee di Montessori tornarono negli Stati Uniti nel 1960, diffondendosi da allora in migliaia di scuole americane.

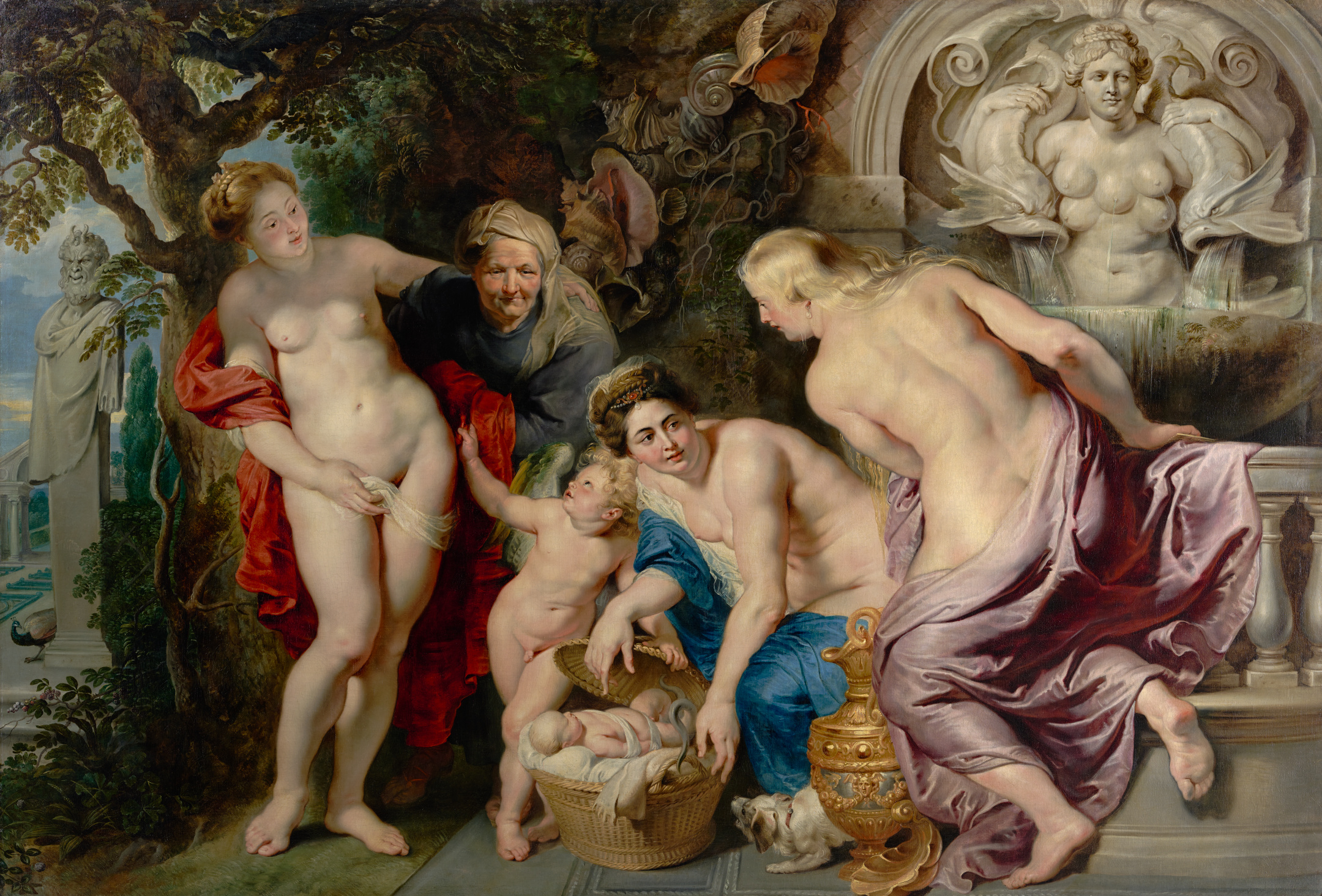
Un quadro di Peter Paul Rubens del Seicento, che mostra la credenza atavica e diffusa secondo cui i bambini dovessero essere immobilizzati

La pedagogista continuò a sviluppare il suo lavoro durante la sua vita, creando un modello globale di sviluppo mentale dalla nascita fino ai 24 anni, con progressivi approcci educativi per bambini dai 0-3, 3-6 e 6-12. Il termine "Montessori" è di dominio pubblico, quindi chiunque può usare il termine con o senza riferimento al suo lavoro.

## La teoria dell'educazione di Montessori
L'educazione per Montessori deve partire da visioni d'insieme quanto più globali o «cosmiche», per arrivare gradatamente allo studio dei particolari.
(Maria Montessori, Educazione e pace, Garzanti, Milano 1949, in Opera Nazionale Montessori, Roma 2004, pag. 20)

### Autocostruzione, libertà e attività spontanea
Il modello Montessori ha due elementi fondamentali: in primo luogo, bambini e adulti si devono impegnare nella costruzione del proprio carattere attraverso l'interazione con i loro ambienti; in secondo luogo, i bambini, specialmente di età inferiore ai sei anni, conoscono un importante percorso di sviluppo mentale. Sulla base delle proprie osservazioni, Maria Montessori riteneva che concedere ai bambini la libertà di scegliere e di agire liberamente, all'interno di un ambiente preparato secondo il suo modello, avrebbe spontaneamente contribuito a uno sviluppo ottimale.

### Tutoraggio e cooperazione
Il metodo Montessori prevede la costruzione di classi aperte o comunicanti in cui bambini di diverse età possono interagire tra di loro. Il fine di queste interazioni è quello di offrire ai bambini non solo il supporto di un adulto, ma anche quello di un pari, incoraggiando lo scambio di conoscenze e l'aiuto reciproco. Il tutoraggio avviene nella maggior parte dei casi tra i bambini più piccoli (di prima o seconda elementare) e i bambini più grandi (di quinta elementare). Questo aiuto, fornito da un pari con più esperienza, rende possibile una trasmissione della conoscenza in un modo differente da quello che avverrebbe tra adulto e bambino. Il bambino più grande rappresenta un modello da seguire per il bambino più piccolo, che impara in fretta le regole da rispettare e il comportamento da tenere in un ambiente scolastico ben organizzato. 

### Tendenze umane
Secondo Montessori, vi sono delle caratteristiche universali e innate bio-antropo-evolutive identificate come "tendenze umane" nel 1957 dal suo collaboratore, nonché figlio, Mario. Nel metodo Montessori, queste tendenze umane sono viste come comportamento-guida in ogni fase di sviluppo e l'educazione dovrebbe facilitarne l'espressione. C'è dibattito circa l'elenco esatto di queste caratteristiche, ma le seguenti sono chiaramente identificabili:
- istinto di conservazione
- orientamento nell'ambiente
- ordine
- esplorazione
- comunicazione
- lavoro (descritto anche come "attività intenzionale")

- manipolazione dell'ambiente
- esattezza
- ripetizione
- astrazione
- autoperfezionamento
- "mente matematica"

### Ambiente preparatorio

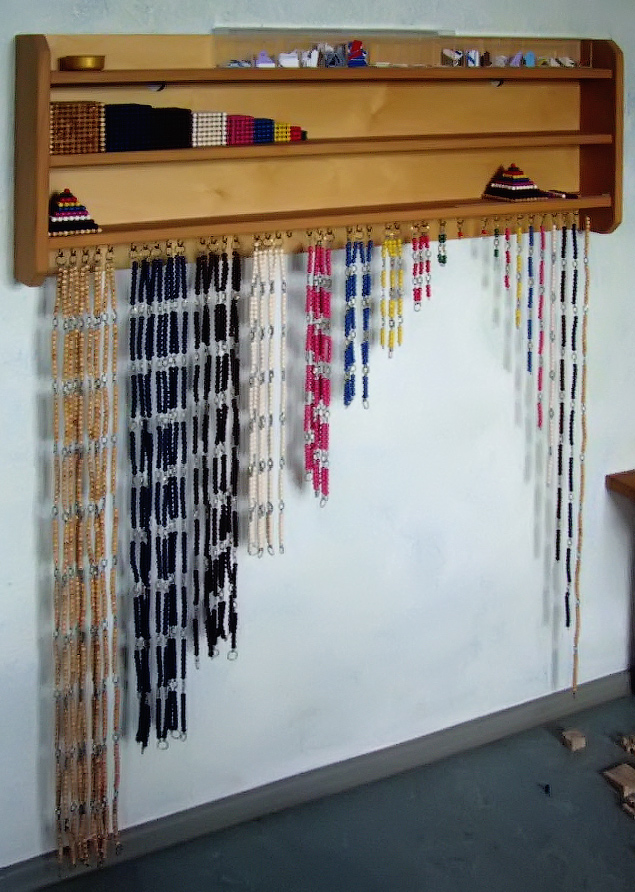
Materiale Montessori per lo sviluppo cognitivo

Il metodo educativo Montessori illustra la libera attività all'interno di un "ambiente preparato", ovvero un ambiente educativo su misura per le caratteristiche umane di base e per le specifiche caratteristiche dei bambini in età diverse. La funzione dell'ambiente è permettere al bambino di sviluppare l'autonomia in tutte le aree, in base alle proprie direttive evolutive interne. Oltre ad offrire l'accesso ai materiali adeguati all'età dei bambini, l'ambiente, volutamente strutturato, deve presentare le seguenti caratteristiche:
- costruzione in proporzione al bambino e ai suoi bisogni reali
- bellezza e armonia
- pulizia dell'ambiente
- ordine
- un accordo che facilita il movimento e l'attività
- limitazione degli strumenti

#### Materiale di sviluppo cognitivo

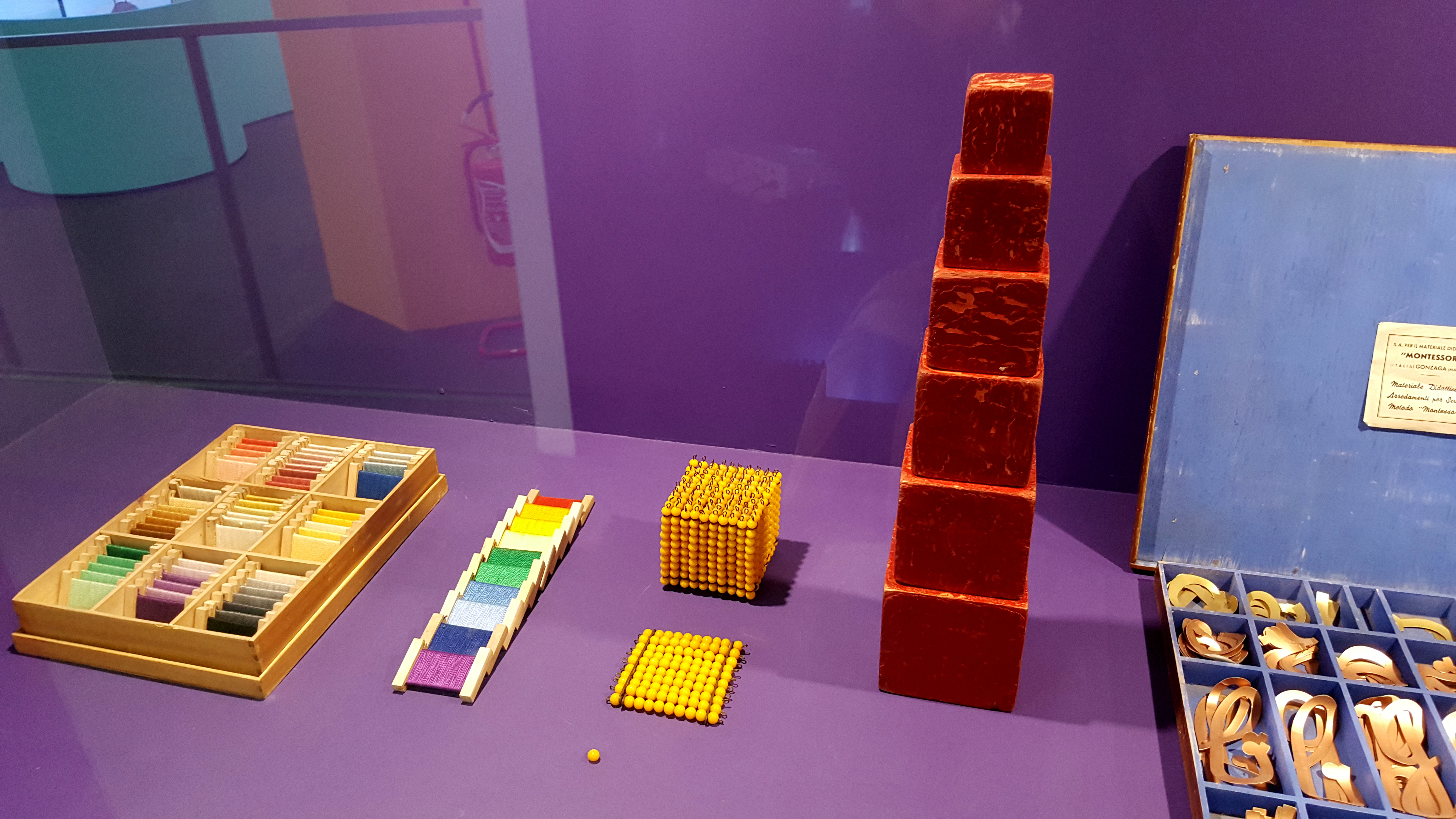
Materiali didattici della tradizione Montessori in mostra alla mostra "Designed for children" alla Triennale di Milano, Milano.

Il bambino è libero nella scelta del materiale. Tutto deve scaturire dall'interesse spontaneo del bambino, sviluppando così un processo di autoeducazione e di autocontrollo. Montessori realizza del materiale di sviluppo cognitivo specifico per l'educazione sensoriale e motoria del bambino e lo suddivide in:
- materiale analitico, incentrato su un'unica qualità dell'oggetto, per esempio peso, forma e dimensioni. Educa i sensi isolatamente;
- materiale autocorrettivo, educa il bambino all'autocorrezione dell'errore e al controllo dell'errore, senza l'intervento dell'educatore;
- materiale attraente, oggetti di facile manipolazione e uso, creato per invogliare il bambino all'attività di gioco-lavoro con esso.

Vita pratica e vita sensoriale

Le attività di vita pratica sono il fondamento della pedagogia Montessori. Ispirate alla nostra cultura e al nostro quotidiano, sono state adattate ai bisogni e alle manine dei bambini. Non è tanto importante l’attività in se stessa quanto lo sviluppo (concentrazione, coordinamento, autonomia…) che essa consente al bambino in un ambiente predisposto. Le attività offrono al bambino occasioni uniche per fortificare, rendere più precisi i suoi movimenti e pianificarli in modo ordinato. Dovrà imparare a coordinare i suoi gesti per uno scopo intelligente.

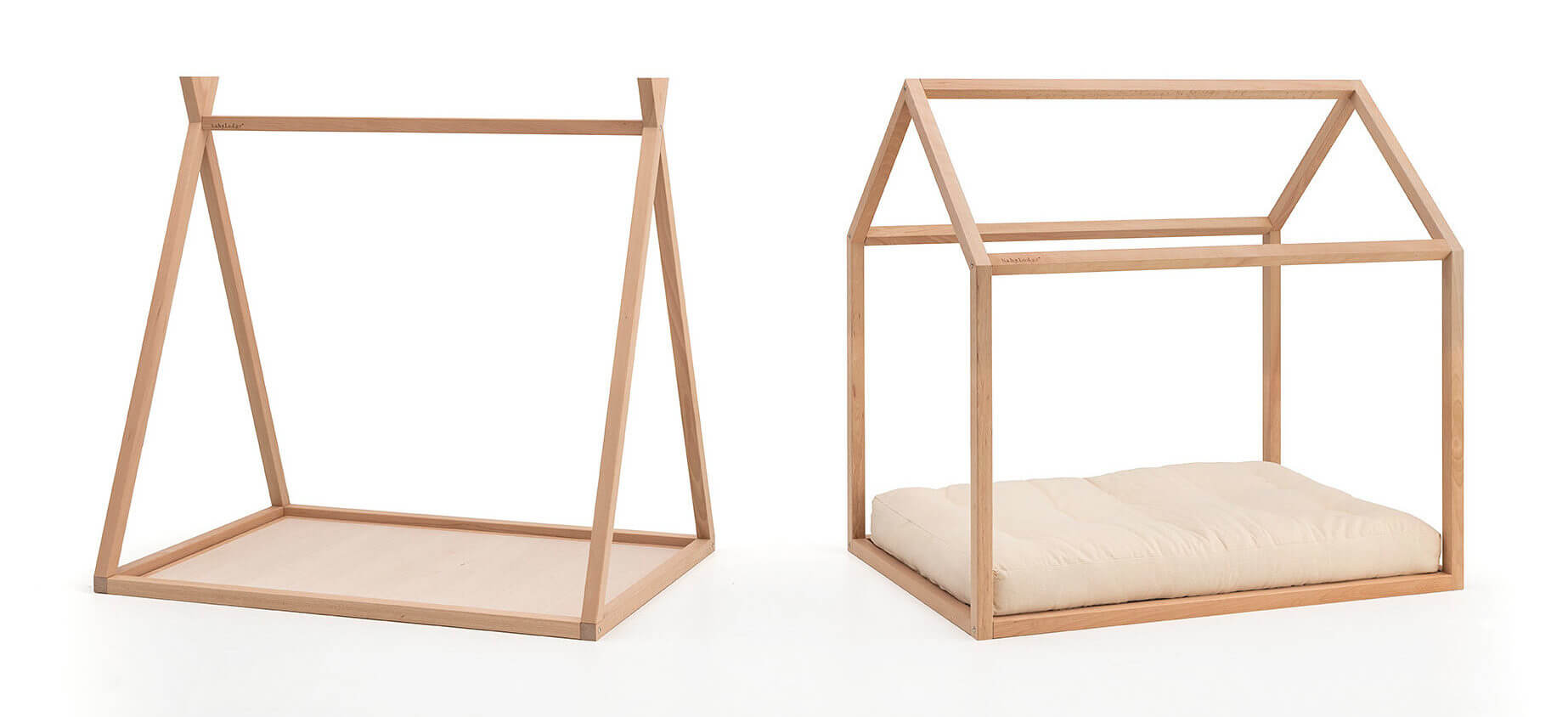
Struttura Letto Montessori

Nell’approccio Montessori, il ruolo del movimento è primario per lo sviluppo armonico del bambino piccolo. Maria Montessori definiva tali movimenti come “umani” perché diretti dalla volontà del bambino con uno scopo preciso. Tramite la ripetizione dei gesti, i movimenti diventeranno sempre più precisi e il bambino acquisirà sicurezza nella pianificazione dei suoi gesti.
Ideato per catturare l'attenzione del bambino e facilitarne gli apprendimenti, il materiale Montessori di vita sensoriale è molto più di un semplice materiale pedagogico: è un materiale per lo sviluppo che non è concepito per semplificare il lavoro dell'educatore, ma per favorire lo sviluppo interiore e la crescita del bambino. Dando la libertà al bambino di accedervi e manipolarlo tutte le volte che lo desidera, tale materiale risponde infatti ai suoi bisogni.
D'altra parte, il materiale è concepito per consentire un passaggio sistematico e regolare dal più semplice al più complesso in un ordine facile da seguire e adattabile al livello e al ritmo con cui procede il bambino.

### Livelli di sviluppo
Montessori ha distinto quattro diversi periodi o "livelli" nello sviluppo umano, che si estendono dalla nascita ai sei anni, dai 6 ai 12, dai 12 ai 18 e dai 18 ai 24. Vide diverse caratteristiche, modalità di apprendimento e diversi imperativi di sviluppo attivo in ognuno di questi piani, chiedendo approcci educativi specifici per ogni periodo.

#### Primo livello
Il primo livello si estende dalla nascita a circa sei anni di età. Durante questo periodo Montessori constatò che il bambino presentasse un veloce e significativo sviluppo fisico e psicologico. Il bambino, in questo primo intervallo, è visto come un esploratore sensoriale ed uno studente impegnato nel lavoro di sviluppo psicologico di auto-costruzione e di costruzione della propria indipendenza funzionale. Montessori ha introdotto diversi concetti per spiegare questo lavoro, tra cui la mente assorbente, i periodi sensibili, e la normalizzazione.

#### Mente assorbente e mente cosciente
Montessori descrisse il comportamento del bambino piccolo, consistente nell'assimilare gli stimoli sensoriali del suo ambiente, comprese dunque le informazioni dei sensi, la lingua, la cultura, e lo definì con il termine "mente assorbente"; la sua intelligenza opera inconsciamente assorbendo ogni dato ambientale. In questa fase si formano le strutture essenziali della personalità.

Maria Montessori con una bambina

Dai 3 ai 6 anni inizia l'educazione prescolastica e alla mente assorbente si associa la "mente cosciente". Il bambino sembra ora avere la necessità di organizzare logicamente i contenuti mentali assorbiti.

##### Periodi sensibili
Montessori osservò anche periodi di particolare sensibilità agli stimoli, in special modo in quelli che chiamava "periodi sensibili". Nella teoria montessoriana, l'ambiente nelle aule deve rispondere a questi periodi, fornendo strumenti appropriati e mettendo a disposizione precise attività. La pedagogista ha individuato i seguenti periodi e la loro durata:
- acquisizione del linguaggio (dalla nascita a circa sei anni)
- ordine (da circa 1 ai 3 anni)
- raffinatezza sensoriale (dalla nascita fino a circa quattro anni)
- interesse per piccoli oggetti (da circa 18 mesi a tre anni)
- comportamento sociale (da circa due anni e mezzo a quattro anni)

##### Normalizzazione
Infine,  Montessori ha osservato nei bambini dai 3 ai 6 anni uno stato di dialettica bio-sociale definito "normalizzazione", che nasce dalla concentrazione su attività che servono allo sviluppo del bambino, come "la disciplina spontanea, il lavoro continuo e felice, i sentimenti sociali di aiuto e la comprensione per gli altri."

#### Secondo livello

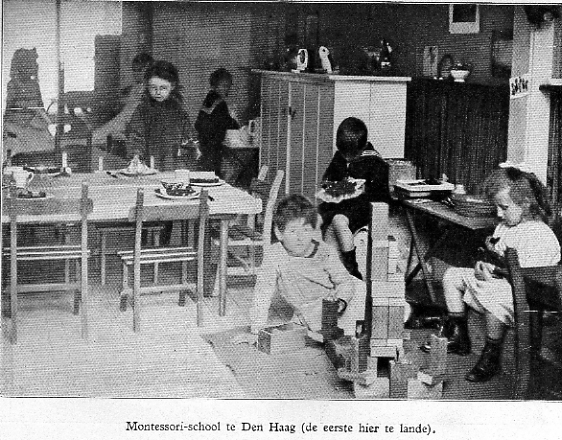
Una scuola Montessori nei Paesi Bassi

Il secondo livello di sviluppo si estende da circa sei ai dodici anni. Durante questo periodo, Montessori ha osservato cambiamenti fisici, relazionali e neuro-pedagogici nei bambini, sviluppando per essi un ambiente scolastico adatto per loro per esempio lezioni e strumenti precisi per rispondere a queste nuove caratteristiche. Fisicamente, ha osservato la perdita dei denti da latte e l'allungamento delle gambe e del torso ed un successivo periodo di crescita uniforme. A livello relazionale ha osservato la tendenza a lavorare in gruppo e a socializzare, mentre a livello neuro-pedagogico l'utilizzo della ragione e della fantasia. Da un punto di vista dello sviluppo, ha creduto che il lavoro del bambino, nel secondo livello, sia la formazione dell'indipendenza intellettuale, del senso morale e dell'organizzazione sociale.

#### Terzo livello
Il terzo livello di sviluppo si estende da circa dodici a circa diciotto anni di età, comprendendo dunque il periodo dell'adolescenza. Maria Montessori sostiene che il terzo livello è caratterizzato dai cambiamenti fisici della pubertà e dell'adolescenza, ma anche da importanti cambiamenti di atteggiamento; ha sottolineato la rapidità di cambiamento di idee ed umore e difficoltà di concentrazione di questa età, così come le tendenze creative e lo sviluppo di "un senso di giustizia e un senso di dignità personale". Ha usato il termine "valorizzazione" per descrivere l'impulso degli adolescenti ad "una valutazione esterna che derivi dal loro valore". Dal punto di vista evolutivo, Montessori ritiene che il lavoro del bambino, nel terzo livello, sia la costruzione del sé adulto nella società.

#### Quarto livello
Il quarto livello di sviluppo si estende da circa diciotto anni a circa 24 anni di età.  Montessori ha scritto relativamente poco di questo periodo e non ha sviluppato un programma educativo per quest'intervallo di età. Ha immaginato giovani adulti preparati dalle loro esperienze attraverso il suo metodo, pronti ad abbracciare pienamente lo studio della cultura e delle scienze per influenzare e guidare la civiltà. Credeva che l'indipendenza economica, sotto forma di lavoro, fosse fondamentale in questa età e pensava che un limite arbitrario al numero di anni di studio di livello universitario fosse inutile perché lo studio della cultura potrebbe andare avanti per tutta la vita di una persona.

## Punti caratterizzanti
I punti caratterizzanti dell'approccio educativo, secondo quanto codificato dall'Associazione Montessori Internazionale e dalla Società Americana Montessori (AMS), sono:
- le classi di età mista per fascia di età (0-3, 3-6, 6-12, 12-18), in modo da stimolare la socializzazione, la cooperazione e l'apprendimento tra pari;
- la libera scelta del discente del proprio autonomo percorso educativo (quindi delle attività da svolgere e di quanto tempo dedicare loro), all'interno di una gamma di opzioni predisposte dall'insegnante;
- blocchi orari di lavoro didattico lunghi e senza interruzioni (idealmente di tre ore);
- un'organizzazione delle attività educative predisposte, dei laboratori, degli ambienti e dei materiali didattici a disposizione, che favorisca l'apprendimento per scoperta e per "costruzione" delle conoscenze poste nella zona di sviluppo prossimale di ogni singolo discente (sulla base di un modello psicopedagogico costruttivista);
- il materiale didattico specializzato sviluppato e perfezionato da Maria Montessori e in seguito dai suoi collaboratori, che consente l'apprendimento per scoperta, l'utilizzo raffinato dei sensi, l'autocorrezione.

## L'autenticità del metodo
Le idee montessoriane sono state accolte a livello internazionale e, in molti paesi, vennero istituite società montessoriane per promuovere il suo lavoro. Maria Montessori mantenne uno stretto controllo sull'uso del suo nome e ha insistito sulla necessità di fornire una formazione adeguata e controllata per avere insegnanti in grado di seguire l'autentico metodo Montessori. Nel 1929 ha fondato l'Association Montessori Internationale (AMI), "per mantenere l'integrità del suo lavoro della vita e per garantire che sarebbe perpetuata dopo la sua morte". L'AMI continua a formare gli insegnanti utilizzando strumenti e teorie sviluppate da Maria Montessori e dal figlio Mario.

## Influssi religiosi

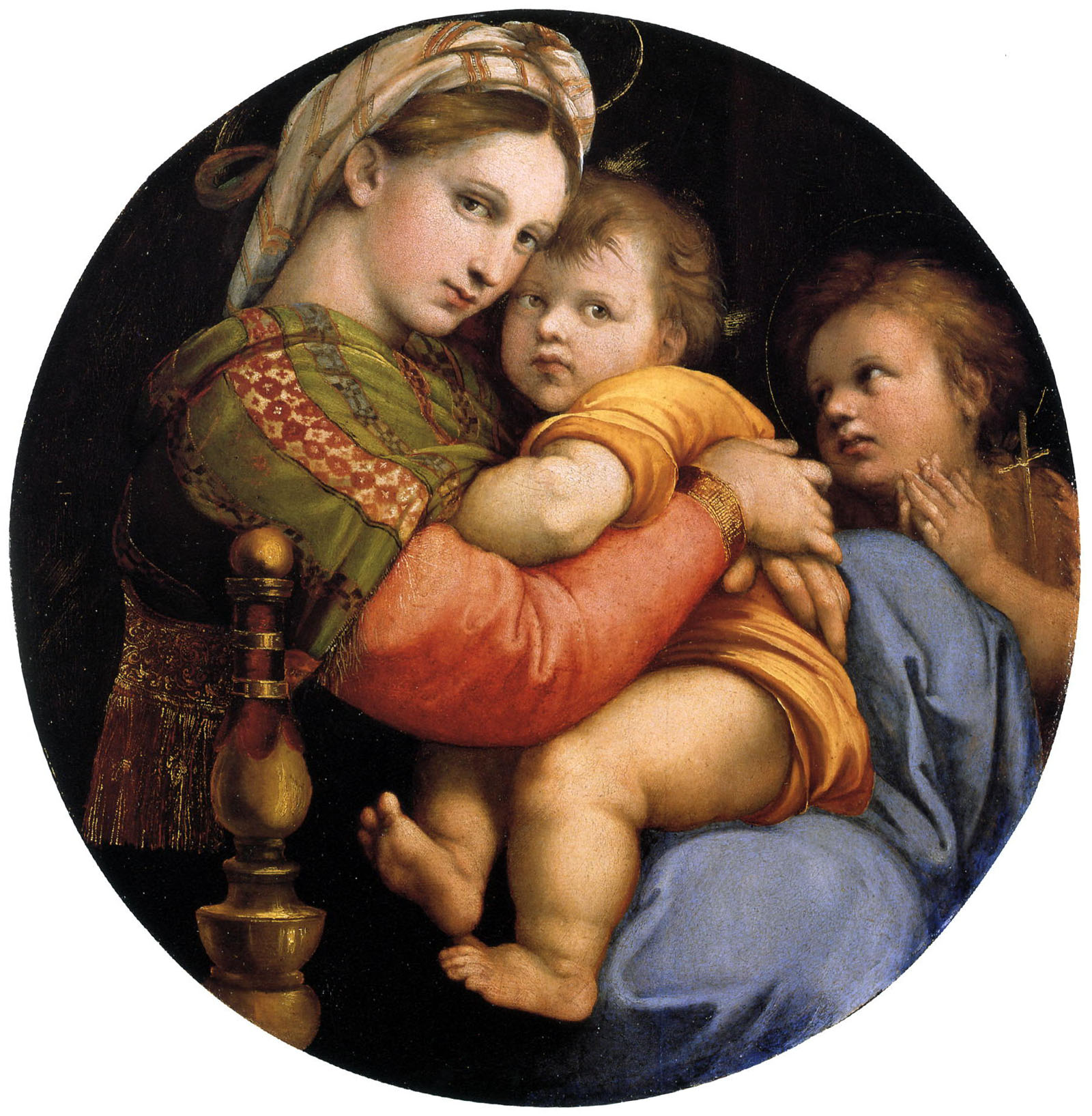
La Madonna della Seggiola di Raffaello, il quadro che Montessori consigliò di esporre nelle Case dei Bambini

Nelle opere di Montessori, non sono rari i riferimenti all'educazione e all'elevazione "morale e religiosa" nonché veri e propri paragoni, citazioni bibliche e il semplice uso di termini come Dio o Cristo. Nel libro La scoperta del bambino, l'aspetto in cui forse traspare maggiormente la religiosità e la voglia di ispirare nel bambino degli alti sentimenti morali e religiosi è nella scelta di un quadro italiano da apporre nelle Case dei bambini. Il quadro scelto da Montessori è la Madonna della Seggiola di Raffaello.
Montessori scelse il quadro per due motivi. Per prima cosa, avrebbe ispirato nei bambini dei sentimenti religiosi, pur non essendo essi ancora in grado di comprendere il significato del quadro. Inoltre, se il suo metodo si fosse diffuso in tutto il mondo, il quadro avrebbe ricordato che il metodo Montessori aveva origini italiane.
Nel libro Il segreto dell'infanzia (1938), Montessori fa largo uso di paragoni e termini religiosi cristiani, paragonando il bambino a Gesù Cristo. Il bambino, immobilizzato in banchi e del tutto assoggettato al volere e alla severità della maestra, ha i suoi piedini e le sue manine "fermi immobili", "come i chiodi Cristo costringevano il corpo di lui all'immobilità della croce".
Quel cuore pieno d'amore sarà trafitto dall'incomprensione del mondo come da una spada, e amaro gli sembrerà quel che la cultura gli offre per spegnere la sua sete.
È preparato il sepolcro per l'anima sua che non può vivere fra tanti sacrifici, e quando sarà seppellita, numerose guardie veglieranno affinché non resusciti.
Ma il bambino resuscita sempre e torna, fresco e sorridente, a vivere in mezzo agli uomini.
Come ha detto Emerson, il bambino è l'eterno Messia, che sempre ritorna fra gli uomini decaduti, per condurli nel regno dei Cieli.»
(Il segreto dell'infanzia, Montessori1950, pp. 305-306)

## Critiche al metodo montessoriano
A Maria Montessori sono state mosse accuse sul piano ideologico per quanto riguarda la contrapposizione troppo rigida e schematica tra fanciullo buono e adulto sclerotizzato e corrotto. Sul piano didattico, è stato criticato il carattere artificioso dei materiali e le modalità troppo rigide del loro impiego: tale approccio è stato a volte contrapposto alla duttilità del Metodo Agazzi, peculiare per l'eterogeneità e fantasiosità del materiale di gioco. A Montessori venivano mosse accuse anche dal punto di vista della socializzazione: i bambini imparavano in maniera singola, non sviluppando rapporti con gli altri bambini.

## Validazione scientifica
Il metodo Montessori è stato oggetto di numerosi studi scientifici aventi lo scopo di valutarne l'efficacia negli apprendimenti. Uno studio commissionato nel 1978 dal Dipartimento all'Educazione del governo USA, intitolato Successful Applications of Montessori Methods with children at Risk for Learning Disabilities, ha riconosciuto la sua efficacia nei confronti dei bambini con difficoltà di apprendimento, aprendo la strada al finanziamento delle scuole Montessori da parte del governo USA. Nel 2006 è inoltre apparso sulla prestigiosa rivista Science un fondamentale studio di Angeline Lillard e del suo gruppo di ricerca dell'Università della Virginia, dove vengono valutati gli effetti del metodo Montessori comparandolo ad un idoneo gruppo di controllo. Lo studio, intitolato Evaluating Montessori Education, confronta diversi aspetti nell'apprendimento di bambini di cinque anni e di dodici anni di età, evidenziando i migliori risultati, sia in campo cognitivo sia nelle abilità sociali, dei bambini frequentanti una scuola Montessori rispetto ai bambini inseriti in scuole con diverso approccio.